# 納瓦雷特峰
納瓦雷特峰（英語：Navarrette Peak）是南極洲的山峰，位於瑪麗伯德地，屬於麥庫丁山脈的一部分，美國地質調查局根據測量和美國海軍拍攝的空中照片繪入地圖，現時由南極條約體系管理。